# Calamoecia
Calamoecia là một chi đông vật giáp xác trong họ Centropagidae phân bố hạn chế ở Úc. Nó được cho là đã tiến hóa vào lúc lục địa Úc tách ra khỏi Nam Cực. 3 loài đặc hữu của Úc được xếp vào danh sách các loài dễ tổn thương trong sách Đỏ. 

## Loài
Chi này gồm các loài:
- Calamoecia ampulla (Searle, 1911)
- Calamoecia attenuata (Fairbridge, 1945)
- Calamoecia australica G. O. Sars, 1908 [4]
- Calamoecia australis (Searle, 1911)
- Calamoecia baylyi Timms, 2001
- Calamoecia canberra Bayly, 1962
- Calamoecia clitellata Bayly, 1962
- Calamoecia elongata Bayly, 1979 [5]
- Calamoecia gibbosa (Brehm, 1950)
- Calamoecia halsei Bayly, 1998
- Calamoecia longicornis (Sars G.O., 1912)
- Calamoecia lucasi Brady, 1906
- Calamoecia salina (Nicholls, 1944)
- Calamoecia steeli (Henry, 1924)
- Calamoecia tasmanica (G. W. Smith, 1909)
- Calamoecia trifida Bayly, 1961
- Calamoecia trilobata Halse & McRae, 2001
- Calamoecia ultima (Brehm, 1960)
- Calamoecia viridis (Searle, 1911)
- Calamoecia zeidleri Bayly, 1984 [6]